# Пелэм-Клинтон, Генри, 2-й герцог Ньюкасл-андер-Лайн
Генри Пелэм-Клинтон (16 апреля 1720 — 22 февраля 1794) — 2-й герцог Ньюкасл-андер-Лайн.
Родился в Лондоне. Второй сын 7-го графа Линкольна. Клинтоны были старинной английской фамилией, предки которой воевали вместе с Вильгельмом Завоевателем и получили баронский титул в 1067 г.
Его отец умер в 1728 г., а брат 8-й граф Линкольн, в 1730 г. Таким образом Генри стал 9-м графом Линкольн. Его опекуном стал бездетный дядя герцог Ньюкасл, который скоро стал рассматривать Генри как своего наследника. Пелэм-Холлс, Томас, 1-й герцог Ньюкасл и его брат Генри Пелэм были двумя наиболее могущественными людьми в Англии. Оба являлись премьер-министрами Великобритании. Поэтому уже с детства Генри Пелэм-Клинтон занимал различные парламентские синекуры и получал громадные доходы. Заканчивал своё образование со своим лучшим другом Горацием Уолполом в Италии.
16 октября 1744 г. женился на своей двоюродной сестре Кэтрин Пелэм, дочери Генри Пелэма, который тогда был премьер-министром Великобритании. Было подписано соглашение о том, что Генри станет наследником обоих дядей. В 1752 г. стал рыцарем Ордена Подвязки. В 1756 г. его дядя Томас, который уже носил титул герцог Ньюкасл-апон-Тайн, попросил короля Георга II сделать его также герцогом Ньюкасл-апон-Лайн, с тем чтобы его племянник смог унаследовать этот титул (в Великобритании различные титулы наследуются различными способами, обычно оговорёнными при учреждении). Король удовлетворил прошение. Таким образом в 1768 году Генри Пелэм-Клинтон стал 2-м герцогом Ньюкасл-андер-Лайн.